# Tetela del Volcán
Tetela del Volcán (Nahuatl Tetela ‚Felsiger Ort‘) ist eine an den Hängen des Vulkans Popocatépetl gelegene Stadt im mexikanischen Bundesstaat Morelos mit gut 10.000 Einwohnern. Tetela del Volcán ist Sitz des gleichnamigen Municipio Tetela del Volcán.

## Geschichte
Im Jahr 1503 wurde Tetela del Volcán und das nahegelegene Hueyapan dem Aztekenreich von Moctezuma II. unterworfen. Die ersten Spanier erreichten Tetela 1519. Nach dem Fall Tenochtitláns hat auch Hernán Cortés Tetela erreicht, wo er zunächst auf heftigen Widerstand durch die indigene Bevölkerung gestoßen ist.

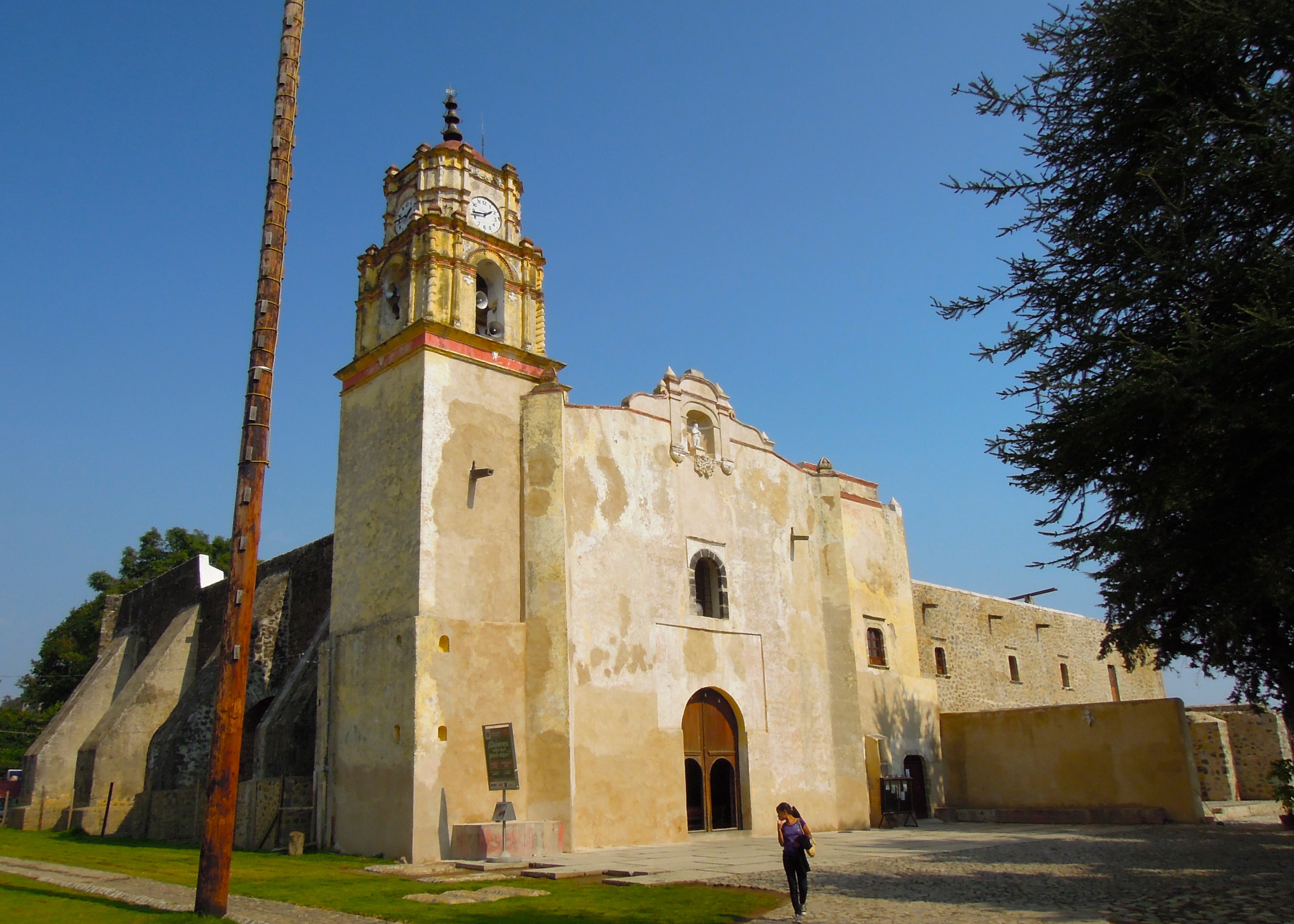
Kloster San Juan Bautista

Tetela ist insbesondere durch das Kloster San Juan Bautista bekannt, ein anerkanntes UNESCO-Weltkulturerbe, das zu den Missionsstationen am Fuße des Popocatépetl gehört. Das Kloster wurde bereits in der ersten Hälfte des 16. Jahrhunderts von den Dominikanern erbaut.